# New York Car & Truck Company
New York Car & Truck Company war ein US-amerikanischer Hersteller von Fahrzeugen.

## Unternehmensgeschichte
H. S. Rossell, T. S. Strong Jr. und J. H. Turner gründeten das Unternehmen im Frühjahr 1906. Ziel war die Produktion von Eisenbahnen, Kutschen, Automobilen, Omnibussen und anderen Fahrzeugen. Der Sitz war in Kingston im US-Bundesstaat New York. 1907 begann die Produktion von Automobilen, entworfen von Walter C. Allen. Der Markenname lautete New York. Ende des Jahres kam die Produktion zum Erliegen.
Anfang 1908 wurde das Unternehmen aufgelöst. Allen übernahm die Reste und gründete daraufhin die Allen-Kingston Motor Car Company.

## Personenkraftwagen
Die Fahrzeuge werden als hochwertig und hochpreisig beschrieben. Sie hatten einen Vierzylindermotor. Der Aufbau war ein Tourabout.